# اس‌اس لیبو
اس‌اس لیبو (به انگلیسی: SS Libau) یک کشتی بود که طول آن ۲۲۰ فوت (۶۷ متر) بود. این کشتی در سال ۱۹۰۷ ساخته شد.